# Павел Апостолидис
Павел (на гръцки: Παύλος, Павлос) е гръцки духовник, митрополит на Вселенската патриаршия.

## Биография
Роден е в 1963 година в Бер (Верия) със светското име Алѐксандрос Апостолѝдис (Αλέξανδρος Αποστολίδης). Завършва духовно училище в Ламия, след което в 1988 година започва да учи в Богословския факултет на Солунския университет. През 1995 г. става магистър, а през 2002 година доктор по богословие в Солунския университет. Ръкоположен е за дякон през 1983 г. и за архимандрит през 1988 г. от митрополит Павел Берски. От 1988 до 1991 година е настоятел на църквата „Свети Антоний Нови“ в Бер. От 1991 година е игумен на манастира „Света Богородица Сумела“ и заместник-председател на Съвета на директорите на едноименната фондация. Пише по богословски въпроси в списания и вестници и е участвал в редица църковни мисии в Гърция и в чужбина. На 5 октомври 2005 година е избран за митрополит на Драмската епархия и е ръкоположен на 9 октомври същата година.
Умира на 2 май 2022 година от инфаркт на миокарда..